# Spec Keene
Roy Servais „Spec” Keene (Hopewell, Oregon, 1894. július 1. – Corvallis, Oregon, 1977. augusztus 24.) amerikai baseballozó, amerikaifutball-, baseball- és kosárlabdaedző, valamint atlétikai igazgató.

## Tanulmányai
Diplomáját 1921-ben szerezte az Oregoni Állami Egyetemen, ahol a baseballcsapat dobója, majd csapatkapitánya volt.

## Pályafutása
Diplomaszerzését követően közel húsz évig volt a Willamette Bearcats munkatársa, ahol az amerikaifutball-, baseball- és kosárlabdacsapatok edzője volt. Csapatai a Northwest Conference 19 bajnokságát nyerték meg; az 1929–30-as szezonban mindhárom csapata bajnok lett. Őt tartják a „Willamette sportjai atyjának”; 1991-ben az egyetemi dicsőségcsarnok első tagjai között volt.

### A Pearl Harbor elleni japán támadás
1941. december 6-án az amerikaifutball-csapat Honoluluban játszott. A játékosok és szurkolók másnap városnézésre indultak volna, azonban a Pearl Harbor elleni japán támadás miatt Hawaiin ragadtak. A játékosokat besorozták, és szögesdrótot telepítettek, valamint a part térségét őrizték. Keene és a szintén a csapattal utazó leendő oregoni kormányzó, Douglas McKay közbenjárására a csapat a túlterhelt SS President Coolidge hajón hazaindulhatott. A japán tengeralattjárók kikerülése miatt az utazás december 25-éig tartott. 1997-ben a teljes csapat bekerült az egyetemi dicsőségcsarnokba.

### Visszatérése az Oregon State Beavershöz
A második világháborút követően, 1947-ben az Oregon State Beavers atlétikai igazgatója lett; 26 éves regnálása az egyesület történetében a leghosszabb. Pályafutása alatt adták át a Gill Amfiteátrumot és a Parker Stadiont. A Pacific Coast Conference atlétikai igazgatói szövetségének elnöke és az NCAA igazgatótanácsának tagja is volt.

## Emlékezete
A Willamette Egyetem 1989-ben átadott amerikaifutball-stadionja a Roy S. „Spec” Keene nevet viseli. 1982-ben az Oregon Sports Hall of Fame, 1991-ben pedig az Oregoni Állami Egyetem dicsőségcsarnokának tagja lett.

## Eredményei vezetőedzőként

### Amerikai futball
| Év                                         | Eredmény                                   | Eredmény                                   | Helyezés                                   |
| Év                                         | Összesített                                | Konferencia                                | Helyezés                                   |
| Willamette Bearcats (Northwest Conference) | Willamette Bearcats (Northwest Conference) | Willamette Bearcats (Northwest Conference) | Willamette Bearcats (Northwest Conference) |
| ------------------------------------------ | ------------------------------------------ | ------------------------------------------ | ------------------------------------------ |
| 1926                                       | 2–4                                        | 1–2                                        | 5.                                         |
| 1927                                       | 3–3–2                                      | 2–2–1                                      |                                            |
| 1928                                       | 3–5                                        | 2–3                                        | T–4.                                       |
| 1929                                       | 6–2                                        | 5–0                                        | 1.                                         |
| 1930                                       | 5–3                                        | 4–1                                        | 2.                                         |
| 1931                                       | 5–4                                        | 3–2                                        | T–2-                                       |
| 1932                                       | 4–4–1                                      | 4–1–1                                      | 2.                                         |
| 1933                                       | 6–3                                        | 4–1                                        | 2.                                         |
| 1934                                       | 8–1                                        | 5–0                                        | T–1.                                       |
| 1935                                       | 5–2                                        | 4–0                                        | 1.                                         |
| 1936                                       | 7–2–1                                      | 6–0                                        | 1.                                         |
| 1937                                       | 6–3                                        | 3–0                                        | 1.                                         |
| 1938                                       | 5–3                                        | 4–1                                        | T–1.                                       |
| 1939                                       | 3–4–2                                      | 3–1–1                                      | 2.                                         |
| 1940                                       | 4–5                                        | 4–0                                        | 1.                                         |
| 1941                                       | 8–2                                        | 5–0                                        | 1.                                         |
| 1942                                       | 4–1                                        | 4–0                                        | 1.                                         |
| Összesen:                                  | 84–51–6                                    | 63–14–3                                    | –                                          |
| Jelmagyarázat: Konferenciabajnok           |                                            |                                            |                                            |

### Kosárlabda
| Szezon                                     | Eredmény                                   | Eredmény                                   | Helyezés                                   |
| Szezon                                     | Összesen                                   | Konferencia                                | Helyezés                                   |
| Willamette Bearcats (Northwest Conference) | Willamette Bearcats (Northwest Conference) | Willamette Bearcats (Northwest Conference) | Willamette Bearcats (Northwest Conference) |
| ------------------------------------------ | ------------------------------------------ | ------------------------------------------ | ------------------------------------------ |
| 1926–27                                    | 14–6                                       | 10–2                                       | T–1.                                       |
| 1927–28                                    | 13–7                                       | 7–2                                        | 2.                                         |
| 1928–29                                    | 10–4                                       | 7–1                                        | T–1.                                       |
| 1929–30                                    | 14–4                                       | 8–0                                        | T–1.                                       |
| 1930–31                                    | 15–3                                       | 10–1                                       | T–1.                                       |
| 1931–32                                    | 16–12                                      | 7–3                                        | 3.                                         |
| 1932–33                                    | 18–3                                       | 9–1                                        | 1.                                         |
| 1933–34                                    | 9–13                                       | 6–4                                        | 3.                                         |
| 1934–35                                    | 7–17                                       | 4–5                                        | 5.                                         |
| 1935–36                                    | 10–16                                      | 3–5                                        | 5.                                         |
| 1936–37                                    | 22–6                                       | 10–0                                       | 1.                                         |
| Willamette Bearcats (Northwest Conference) |                                            |                                            |                                            |
| 1942–43                                    | 11–9                                       | 5–1                                        | T–1.                                       |
| Összesen:                                  | 159–100                                    | 86–25                                      | –                                          |
| Jelmagyarázat: Konferenciaszezon-bajnok    |                                            |                                            |                                            |

## Fordítás
- Ez a szócikk részben vagy egészben  a   Spec Keene című angol Wikipédia-szócikk ezen változatának fordításán alapul.  Az eredeti cikk szerkesztőit annak laptörténete sorolja fel. Ez a jelzés csupán a megfogalmazás eredetét és a szerzői jogokat jelzi, nem szolgál a cikkben szereplő információk forrásmegjelöléseként.